# KkStB-Tenderreihe 23
| ÖNWB IIIa,b / ÖNWB Vb,c,d,e / ÖNWB VIIa,b,c,d,e / MSCB / LCJE / kkStB 23 | ÖNWB IIIa,b / ÖNWB Vb,c,d,e / ÖNWB VIIa,b,c,d,e / MSCB / LCJE / kkStB 23 | ÖNWB IIIa,b / ÖNWB Vb,c,d,e / ÖNWB VIIa,b,c,d,e / MSCB / LCJE / kkStB 23 | ÖNWB IIIa,b / ÖNWB Vb,c,d,e / ÖNWB VIIa,b,c,d,e / MSCB / LCJE / kkStB 23 | ÖNWB IIIa,b / ÖNWB Vb,c,d,e / ÖNWB VIIa,b,c,d,e / MSCB / LCJE / kkStB 23 | ÖNWB IIIa,b / ÖNWB Vb,c,d,e / ÖNWB VIIa,b,c,d,e / MSCB / LCJE / kkStB 23 | ÖNWB IIIa,b / ÖNWB Vb,c,d,e / ÖNWB VIIa,b,c,d,e / MSCB / LCJE / kkStB 23 | ÖNWB IIIa,b / ÖNWB Vb,c,d,e / ÖNWB VIIa,b,c,d,e / MSCB / LCJE / kkStB 23 | ÖNWB IIIa,b / ÖNWB Vb,c,d,e / ÖNWB VIIa,b,c,d,e / MSCB / LCJE / kkStB 23 |
| ------------------------------------------------------------------------ | ------------------------------------------------------------------------ | ------------------------------------------------------------------------ | ------------------------------------------------------------------------ | ------------------------------------------------------------------------ | ------------------------------------------------------------------------ | ------------------------------------------------------------------------ | ------------------------------------------------------------------------ | ------------------------------------------------------------------------ |
| Maßzeichnung, Wiener Neustädter                                          |                                                                          |                                                                          |                                                                          |                                                                          |                                                                          |                                                                          |                                                                          |                                                                          |
| Technische Daten                                                         |                                                                          |                                                                          |                                                                          |                                                                          |                                                                          |                                                                          |                                                                          |                                                                          |
|                                                                          | LCJE                                                                     | MSCB                                                                     | ÖNWB IIIa                                                                | ÖNWB Vb,c,d,e                                                            | ÖNWB IIIb                                                                | ÖNWB VIIa                                                                | ÖNWB VIIb                                                                | ÖNWB VIIc,d,e                                                            |
|                                                                          | 23.01–08                                                                 | 23.9–10                                                                  | 23.11–36                                                                 | 23.39–93                                                                 | 23.95–109                                                                | 23.110–128                                                               | 23.129–140                                                               | 23.141–160                                                               |
| Anzahl der Achsen                                                        | 3                                                                        | 3                                                                        | 3                                                                        | 3                                                                        | 3                                                                        | 3                                                                        | 3                                                                        | 3                                                                        |
| Baujahr                                                                  | 1870–1883                                                                | 1870–1883                                                                | 1870–1883                                                                | 1870–1883                                                                | 1870–1883                                                                | 1870–1883                                                                | 1870–1883                                                                | 1870–1883                                                                |
| Stückzahl                                                                | 160                                                                      | 160                                                                      | 160                                                                      | 160                                                                      | 160                                                                      | 160                                                                      | 160                                                                      | 160                                                                      |
| Radstand                                                                 | 3160 mm                                                                  | 3160 mm                                                                  | 3161 mm                                                                  | 3161 mm                                                                  | 3161 mm                                                                  | 3161 mm                                                                  | 3161 mm                                                                  | 3161 mm                                                                  |
| Laufrad-Ø                                                                | 970 mm                                                                   | 970 mm                                                                   | 969 mm                                                                   | 969 mm                                                                   | 969 mm                                                                   | 969 mm                                                                   | 969 mm                                                                   | 969 mm                                                                   |
| Wasser                                                                   | 10,0 m³                                                                  | 10,0 m³                                                                  | 8,0 m³                                                                   | 8,0 m³                                                                   | 8,5 m³                                                                   | 8,0 m³                                                                   | 8,5 m³                                                                   | 9,0 m³                                                                   |
| Kohle                                                                    | 7,5 m³                                                                   | 6,4 m³                                                                   | 7,6 m³                                                                   | 7,5 m³                                                                   | 7,6 m³                                                                   | 7,1 m³                                                                   | 7,8 m³                                                                   | 7,1 m³                                                                   |
| Leergewicht                                                              | 12,0 t                                                                   | 11,0 t                                                                   | 12,0 t                                                                   | 12,0 t                                                                   | 12,0 t                                                                   | 12,0 t                                                                   | 12,0 t                                                                   | 12,5 t                                                                   |
| Dienstgewicht                                                            | 29,5 t                                                                   | 24,5 t                                                                   | 27,0 t                                                                   | 27,0 t                                                                   | 27,5 t                                                                   | 26,6 t                                                                   | 27,6 t                                                                   | 28,1 t                                                                   |
| gekuppelt mit Lokomotiven                                                | 171.01–08                                                                | 16.01–02                                                                 | 16.03–28                                                                 | 151.01–55                                                                | 16.32–46                                                                 | 171.01–20                                                                | 171.29–62                                                                | 171.29–62                                                                |

Die kkStB-Tenderreihe 23 war eine Schlepptenderreihe der kkStB, deren Tender ursprünglich von der Österreichischen Nordwestbahn (ÖNWB), von der Lemberg-Czernowitz-Jassy-Eisenbahn (LCJE) und von der Mährisch-Schlesischen Centralbahn (MSCB) stammten.
Die ÖNWB beschaffte diese Tender ab 1870 von der Wiener Neustädter Lokomotivfabrik, von Strousberg in Hannover, von Schwartzkopff in Berlin, von der Lokomotivfabrik Floridsdorf und von Ringhoffer in Prag-Smichov.
1873 bekam die MSCB zwei, 1878 die LCJE acht Exemplare von Floridsdorf.
Nach der Verstaatlichung der Privatbahnen reihte die kkStB die Tender als Reihe 23 ein.
Die Tender blieben immer mit den Lokomotiven ihrer Ursprungsreihen gekuppelt (vgl. Tabelle).